# Myrstedt & Stern

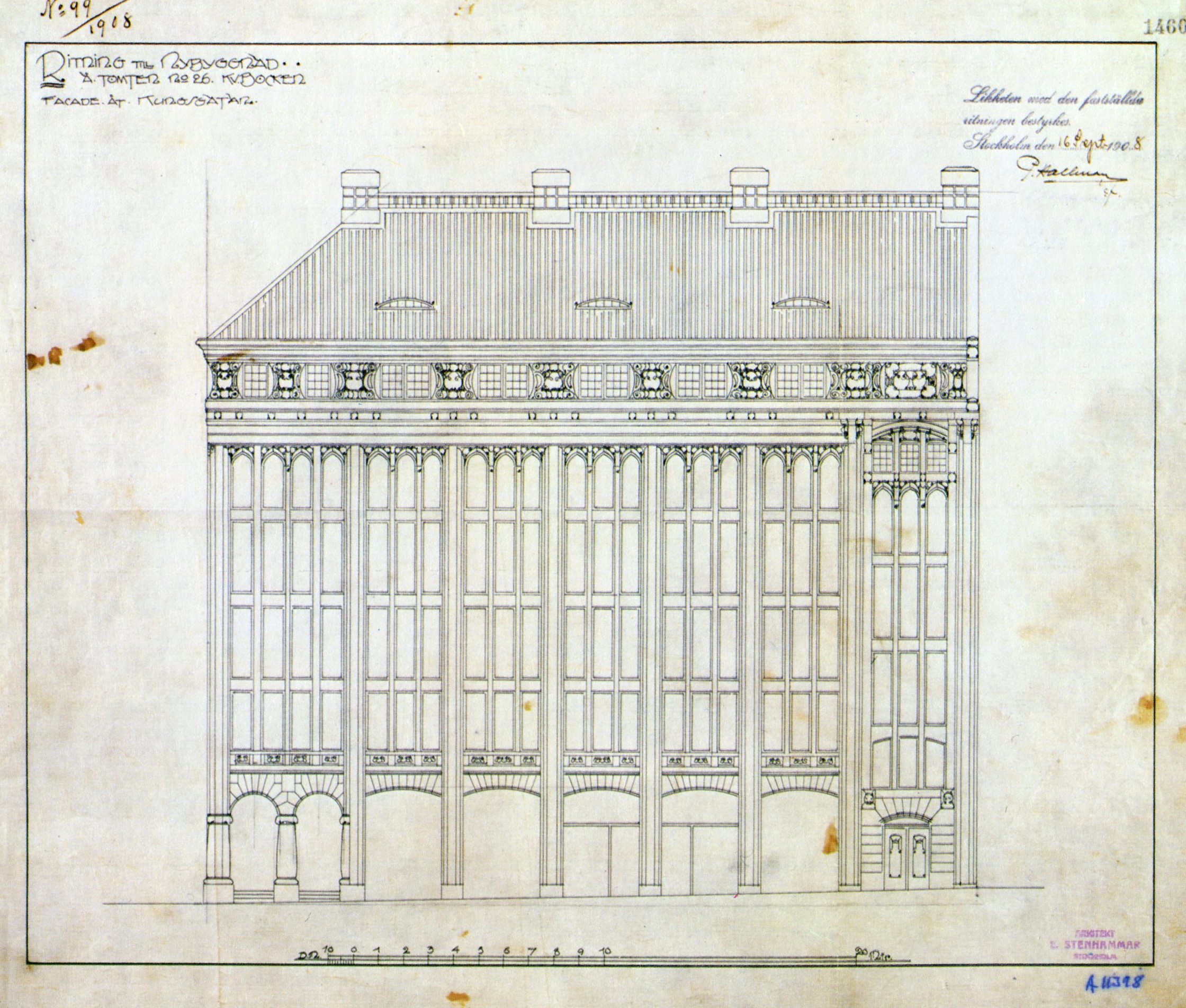
Stenhammars fasadritning 1908.

Myrstedt & Stern kallas en byggnad på Kungsgatan 5 i korsningen av Norrlandsgatan i centrala Stockholm, uppförd 1908-1910 för Myrstedt & Sterns aktiebolag av Kreuger & Toll efter ritningar av arkitekten Ernst Stenhammar och konstruerad av Henrik Kreüger. Byggnaden var den första i Stockholm som uppfördes med en renodlad skelettkonstruktion i armerad betong. Fastigheten är blåmärkt av Stadsmuseet i Stockholm, vilket innebär att den utgör "synnerligen höga kulturhistoriska värden".

## Historik
Skelettkonstruktionens skapare, byggnadskonstruktören Henrik Kreüger, var tidens ledande på området. Husets fasad lades till i efterhand efter att stommen hade rests vilket gav arkitekten stor frihet. Fasaden har getts stora glaspartier mellan sandstenspelare och tunna bjälklagsmarkeringar i grännasandsten. Under taklisten förenas pelarna med spetsbågar. Bågarna bärs upp av skulpterade kapitäler. De gotiska dragen anknyter till samtida tysk kontors- och varuhusarkitektur.
Pelarbaserna pryds i likhet med många äldre kyrkobyggnader av grinande djurhuvuden. Attikavåningen är klädd med kopparplåtar med reliefer i böljande jugendstilornament. Byggnaden har liknats vid sekelskiftets tyska och amerikanska varuhus. Fasaden är icke bärande utan lades till efter att stommen hade uppförts. Fasadkonstruktionen liknar därmed en tidig form av Curtain wall-teknik.
Huset är känt som tidigare lokal för Myrstedts Matthörna. Byggnaden inköptes 1922 av Sveriges Praktiska Livförsäkringsanstalt Folket (Folksam) där bolagets huvudkontor inrymdes fram till dess det flyttades till det nybyggda Folksamhuset 1959. Idag (2015) återfinns här bland annat sängvaruhuset Sova och modebutiken BikBok.

## Bilder

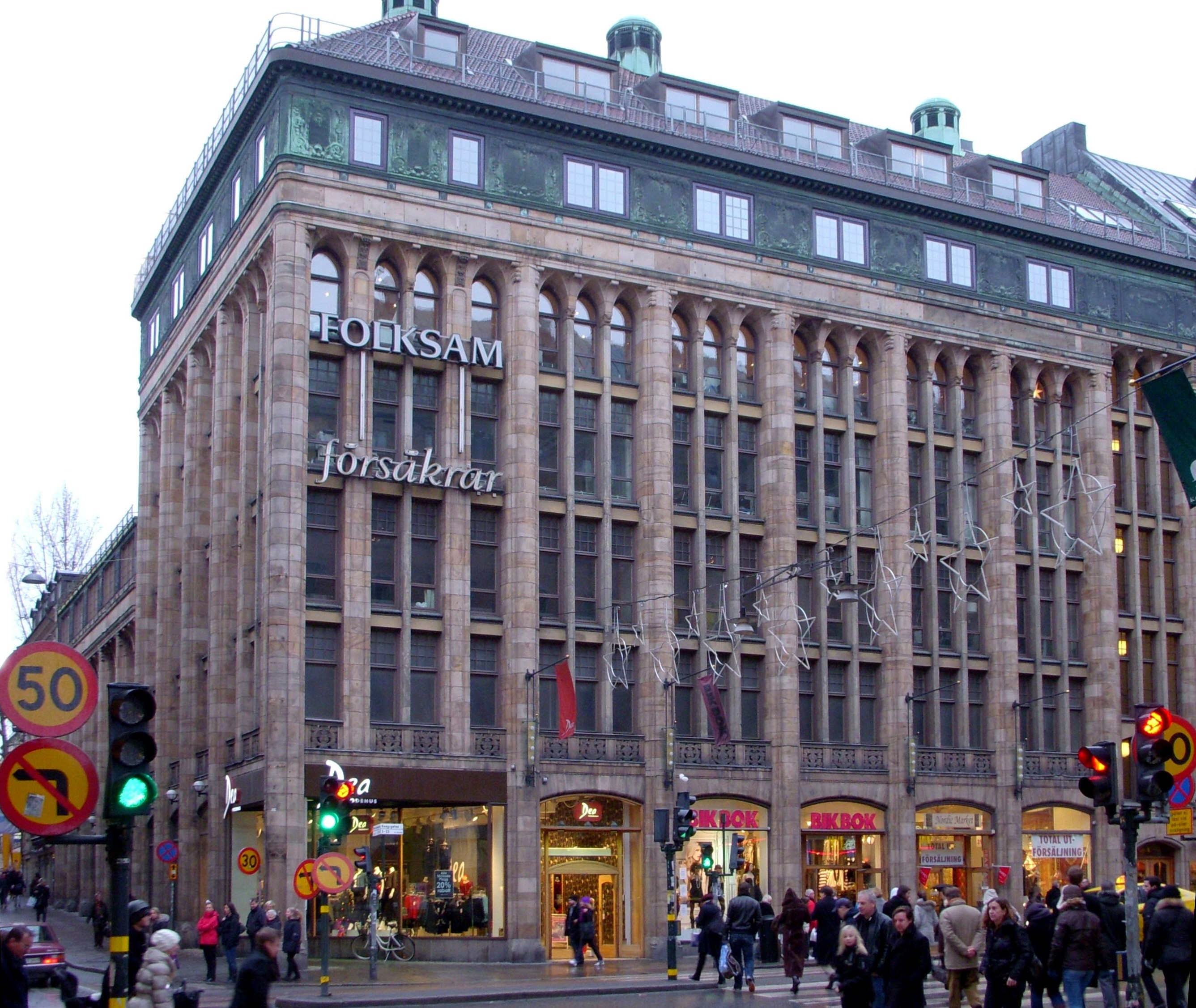
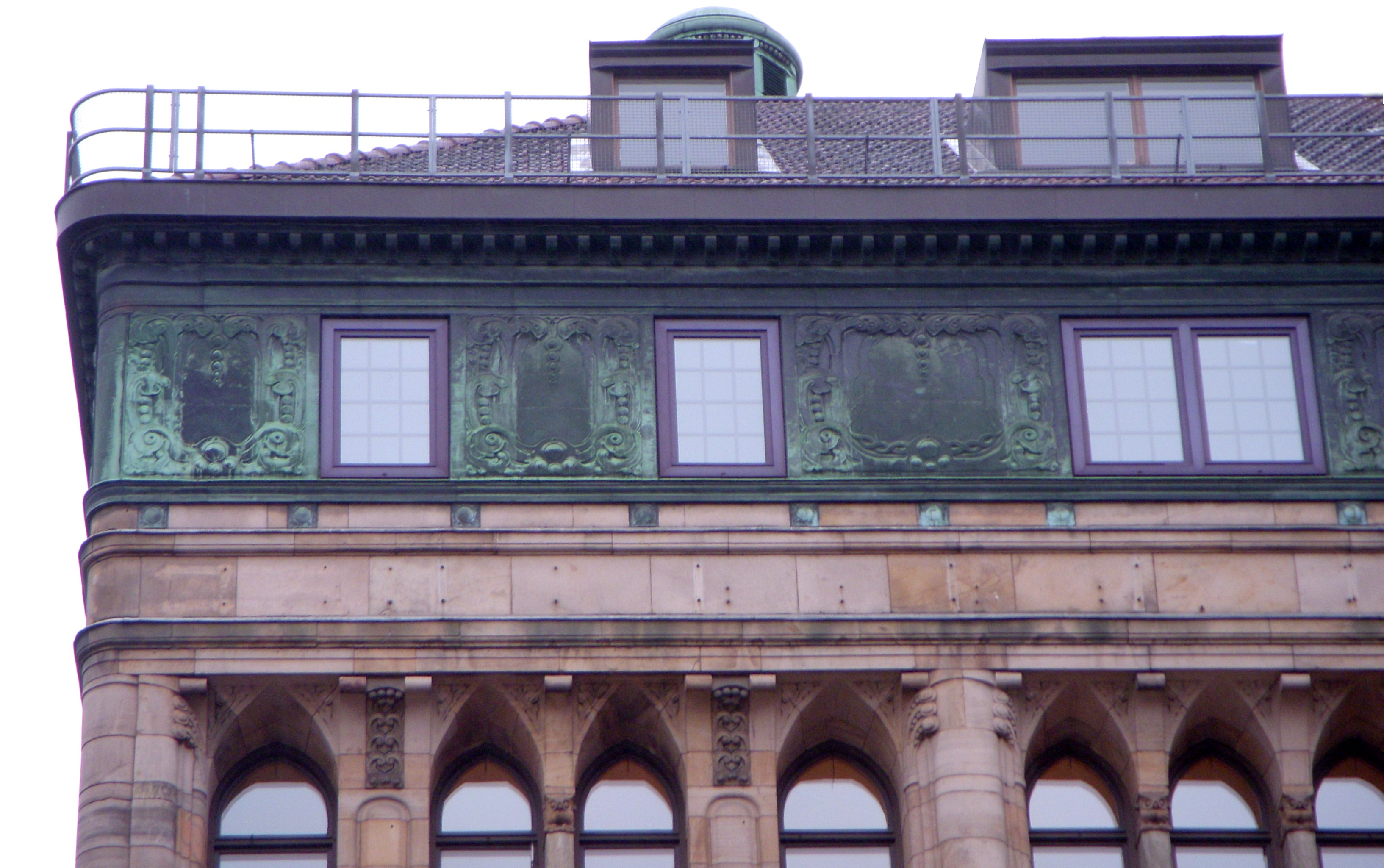
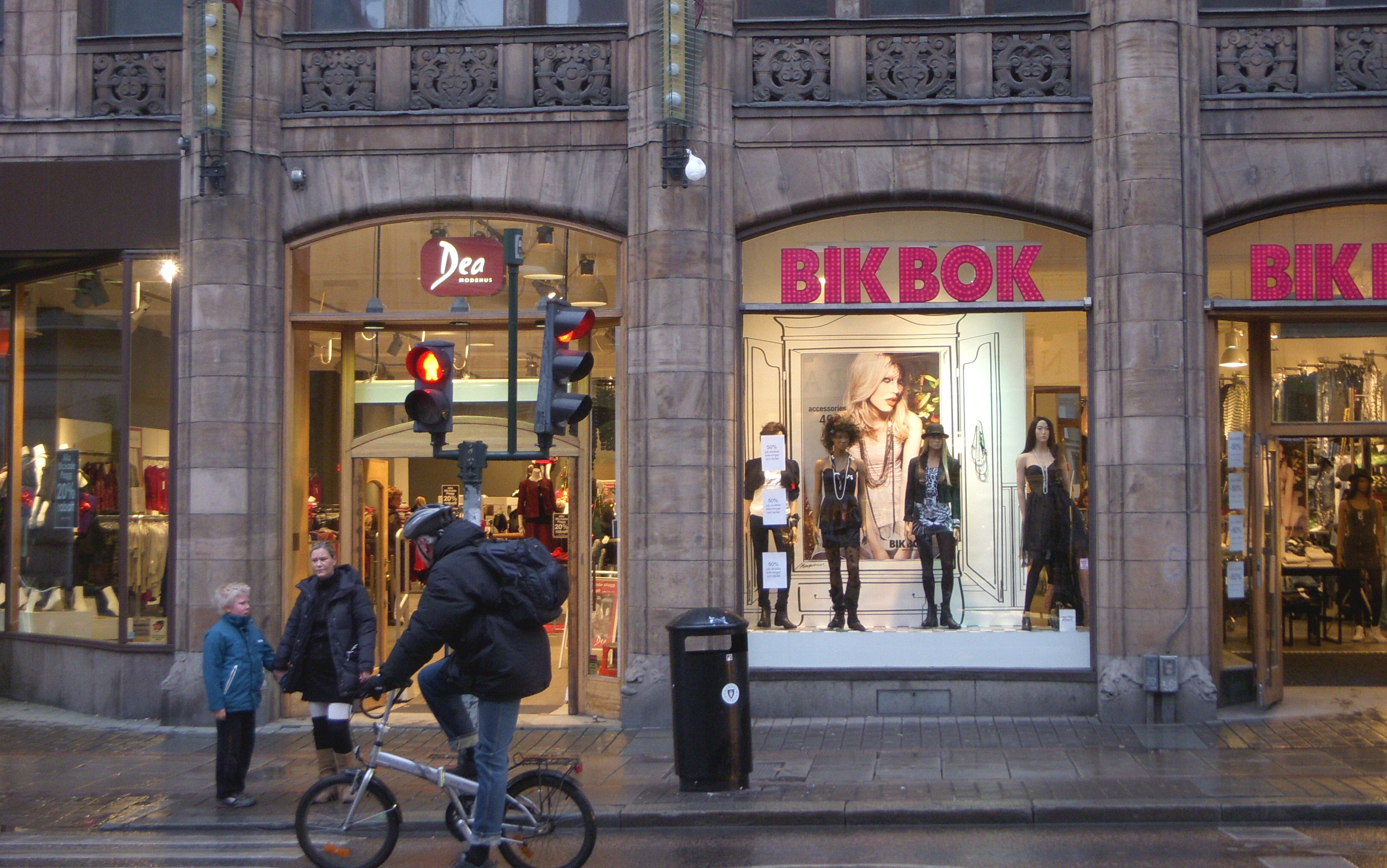
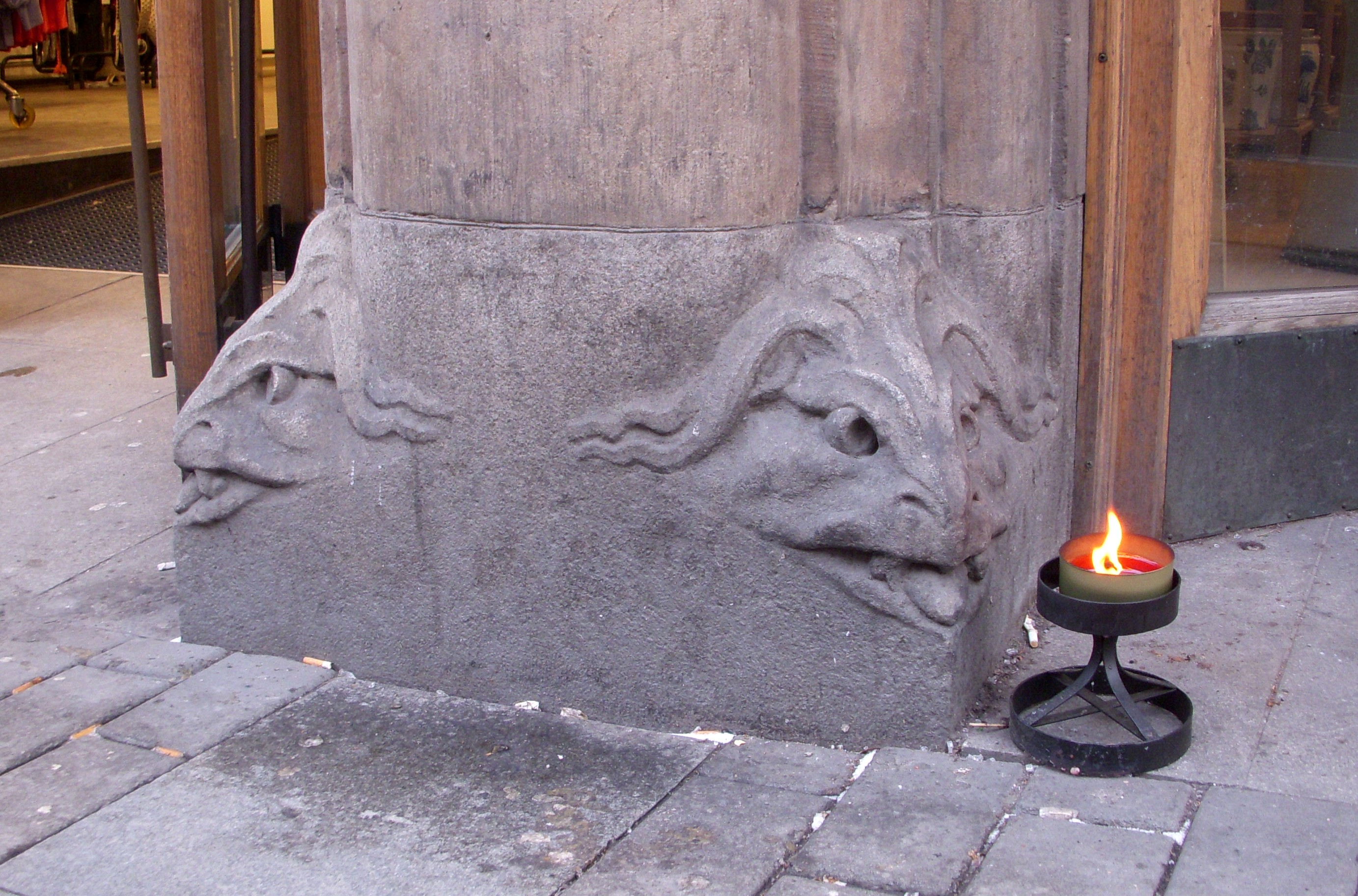